# Kernen im Remstal
Kernen im Remstal är en kommun i Rems-Murr-Kreis i regionen Stuttgart i Regierungsbezirk Stuttgart i förbundslandet Baden-Württemberg i Tyskland.  Kernen im Remstal har två Ortsteile, Rommelshausen och Stetten im Remstal som var kommuner fram till 20 september 1975. Kommunen har cirka 15 400 invånare.